# Левайс Стедіум
Левайс Стедіум (англ. Levi's Stadium) — футбольний стадіон, розташований в американському місті Санта-Клара, штат Каліфорнія. Стадіон є домашньою ареною команди НФЛ Сан-Франциско Форті Найнерс.
На стадіоні планується проводити змагання з реслінгу, матчі Національної хокейної ліги, ігри університетських футбольних команд.